# Willem Drost

Willem Drost (gedoopt Amsterdam, 19 april 1633 – begraven Venetië, 25 februari 1659) was een Nederlandse kunstschilder en graficus, behorend tot de Hollandse School.

## Leven
Drost werd omstreeks 1650 leerling bij Rembrandt van Rijn. Hier bleef hij minstens werkzaam tot 1654, getuige een schilderij met als onderwerp Batseba met de brief van koning David, dat geïnspireerd is op het schilderij met hetzelfde onderwerp dat Rembrandt datzelfde jaar maakte.
Midden jaren 50 vertrok hij naar Rome, waar hij samenwerkte met Jan Vermeer van Utrecht en later de Duitse schilder Johann Carl Loth ontmoette. Hij volgde Loth naar Venetië, waar ze samen een serie voorstellingen van de evangelisten maakten, voor hij daar in 1659 op 25-jarige leeftijd overleed.

## Werk
Er zijn maar weinig schilderijen toegeschreven aan Willem Drost, terwijl meer dan 2000 schilderijen aan Rembrandt worden toegedicht, waarvan de meeste niet zijn gesigneerd. Bij de schilderijen die aan Rembrandt waren toegeschreven, werd de authenticiteit soms in twijfel getrokken. Het belang van deze Rembrandtwerken was van dien aard dat het Rembrandt Research Project werd opgezet om de toeschrijving van al zijn werken te herzien. Geleerden hebben hierdoor inmiddels een aantal schilderijen van Rembrandt aan zijn leerlingen en medewerkers toegedicht. Zo werd het schilderij Portret van een onbekende vrouw, na onderzoek, toegeschreven aan Drost.

### Selectie van werken
- ca. 1650-1655 Lezende vrouw, Rijksmuseum, Amsterdam
- ca. 1650-1655 De verzoeking van Christus, Rijksmuseum Amsterdam
- ca. 1652-1654 Zelfportret, privéverzameling[2]
- 1653 Portret van een dame, Museum Bredius, Den Haag[3]
- 1653 of 1655 Portret van een man, Metropolitan Museum of Art, New York
- 1654 Batsheba met de brief van koning David, Louvre, Parijs
- ca. 1654 Man met bontmuts, Gemäldegalerie Alte Meister, Dresden
- ca. 1654 Man met een hoed met een grote rand, National Gallery of Ireland, Dublin[4]
- ca. 1654 Portret van een onbekende vrouw, National Gallery, Londen
- ca. 1654 Halffiguur van een vrouw met parelketting, Gemäldegalerie Alte Meister/Metropolitan Museum of Art
- ca. 1655 Cimon en Pero, Rijksmuseum Amsterdam (eigendom van Broere Charitable Foundation)[5]
- ca. 1656-1659 Jongen met duif in het venster, Ferdinandeum, Innsbruck
- De annunciatie, Nárdodní Galerie, Praag[6]

## Galerij

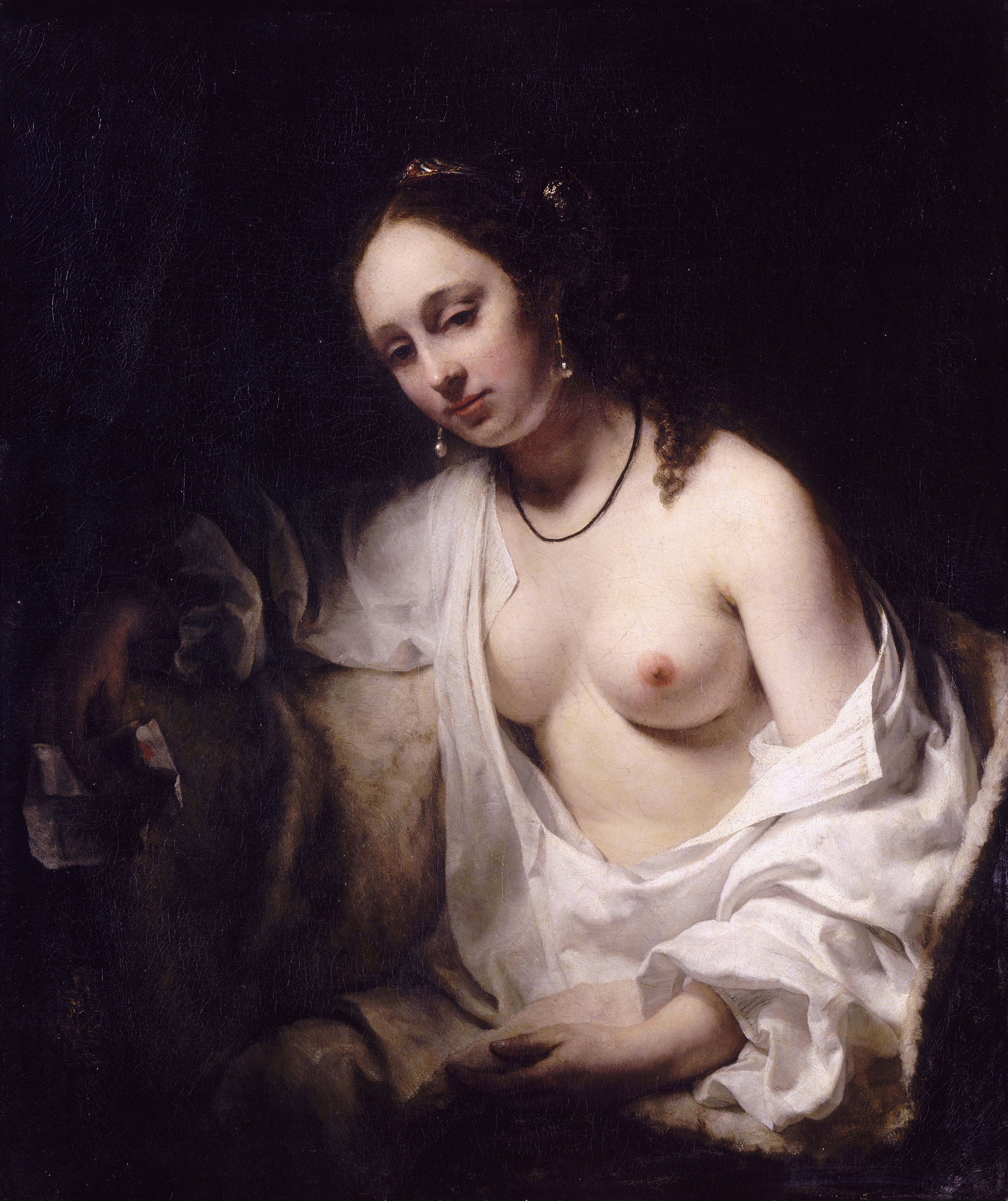
Willem Drost. Batseba met de brief van koning David, 1654, Louvre, Parijs
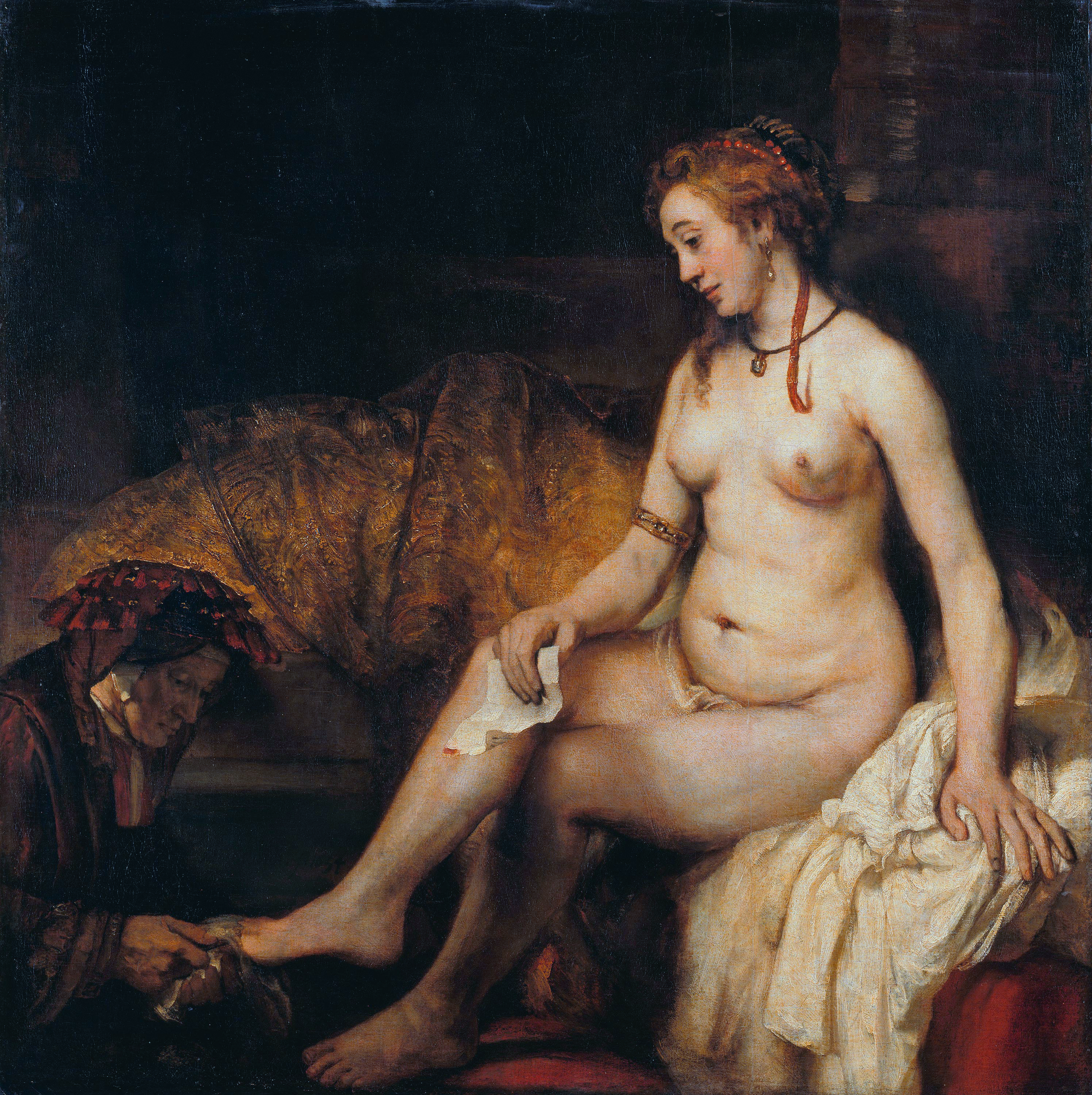
Rembrandt van Rijn. Bathseba met de brief van koning David, 1654, Louvre, Parijs

- Bibliothèque nationale de France: cb15068811w (data)
- Biografisch Portaal: 04217009
- Gemeinsame Normdatei: 123765161
- International Standard Name Identifier: 0000 0000 8445 7921
- KulturNav: b820ef03-b0b0-4ad1-80b7-4f83d593be15
- Library of Congress Control Number: nr2002045676
- Nationale Bibliotheek van Israël: 987007347287505171
- Nederlandse Thesaurus van Auteursnamen: 290371481
- RKD-Nederlands Instituut voor Kunstgeschiedenis: 24317
- Système universitaire de documentation: 096696133
- Union List of Artist Names: 500009474
- Virtual International Authority File: 41780573
- WorldCat: E39PBJyMhbGtQbxX7QWPfvyyBP